# Entosthodon wichurae
Entosthodon wichurae är en bladmossart som beskrevs av Fleischer 1904. Entosthodon wichurae ingår i släktet koppmossor, och familjen Funariaceae. Inga underarter finns listade i Catalogue of Life.